# 雨沢泰
雨沢 泰（あめざわ やすし、1953年2月13日 - ）は、日本の翻訳家。
東京都生まれ。早稲田大学第一文学部卒業。編集者を経て、） 1988年から翻訳家になる。日本推理作家協会会員。英米のミステリー、娯楽小説および文芸書などを中心に翻訳を行っている。

## 翻訳
- 『スキャンダラス・レディ』（マイク・ルピカ、二見文庫） 1988
- 『神の標的』（ジェラルド・ディペーゴ、二見文庫） 1989
- 『ジレンマ』（チェット・ウィリアムソン、集英社文庫） 1989
- 『戦闘マシーンソロ』（ロバート・メイスン、新潮文庫） 1989
- 『ぼくの美しい人だから』（グレン・サヴァン、新潮文庫） 1990
- 『晩秋』（ウィリアム・ウォートン、新潮文庫） 1990
- 『別れのキス』（ジョン・ラッツ、二見文庫） 1991
- 『ボーン・マン』（ジョージ・C・チェスブロ、文春文庫） 1991
- 『クリスマスを贈ります』（ウィリアム・ウォートン、新潮文庫） 1992
- 『ビンボーズの誇り』（ジョン・セイルズ、筑摩書房） 1993
- 『ロシアの恋人』（ロバート・リテル、文春文庫） 1993
- 『迷子の大人たち』（トッド・グラフ、ビクター音楽産業、ビクターブックス） 1993
- 『あるがままに愛したい』（グレン・サヴァン、新潮文庫） 1994
- 『音楽室』（デニス・マクファーランド、文藝春秋） 1994
- 『愛にあふれて』（ジョセフィン・ハンフリーズ、新潮文庫） 1994
- 『狙った獣』（マーガレット・ミラー、創元推理文庫） 1994
- 『8月のメモワール』（デボラ・チール、新潮文庫） 1995
- 『わたしのいい男、バスター・ミッドナイト』（サンドラ・ダラス、文藝春秋） 1995
- 『海辺の骨』（デニス・マクファーランド、文藝春秋） 1996
- 『オールド・ソルジャー』（ヴァンス・ボアジェイリー、新潮文庫） 1996
- 『あの夏、ブルー・リヴァーで』（イーサン・ケイニン、文藝春秋） 1996
- 『ミス・マープル』（アガサ・クリスティ、集英社文庫） 1997
- 『キルトとお茶と殺人と』（サンドラ・ダラス、文春文庫） 1997
- 『アミスタッド』（アレックス・ペイト、新潮文庫） 1998
- 『目覚める殺し屋』（ロバート・リテル、文春文庫） 1998
- 『エイプリルに恋して』（メルヴィン・バージェス、東京創元社） 1998
- 『アクロイド殺害事件』（アガサ・クリスティ、集英社文庫） 1998
- 『にせもの美術史 鑑定家はいかにして贋作を見破ったか』（トマス・ホーヴィング、朝日新聞社） 1999、のち文庫
- 『臨界テロ』（スティーヴ・マルティニ、集英社） 2000
- 『シビル・アクション ある水道汚染訴訟』（ジョナサン・ハー、新潮文庫） 2000
- 『ボクを救ってください』（エリザベス・ヘス、集英社） 2000
- 『白の闇』（ジョゼ・サラマーゴ、日本放送出版協会） 2001
- 『エア・ハンター 相続人を探せ』（クリス・ラースガード、集英社） 2001
- 『ドラゴンの眼』（スティーヴン・キング、アーティストハウス） 2001
- 『潔白』（バリー・シーゲル、講談社文庫） 2001
- 『ネズミの時計屋さんハーマックスの恋と冒険』1 - 3（マイケル・ホーイ、ソニー・マガジンズ） 2003 - 2004、のちヴィレッジブックス
- 『夜を抱いて』（グウェン・エイデルマン、文藝春秋） 2003
- 『ワイオミングの惨劇』（トレヴェニアン、新潮文庫） 2004
- 『摩天楼のサファリ』（ジョージ・C・チェスブロ、扶桑社ミステリー） 2006
- 『マンハッタンを歩く』（ピート・ハミル、集英社） 2007
- 『老検死官シリ先生がゆく』（コリン・コッタリル、ヴィレッジブックス） 2008
- 『ER研修医たちの現場から』（ヴィンセント・ラム、集英社文庫） 2010
- 『フランダースの犬』（ウィーダ、偕成社文庫） 2011
- 『瞬間説得 その気にさせる究極の方法』（ケヴィン・ダットン、NHK出版） 2011
- 『ねじれた直感』（アレグラ・グッドマン、集英社文庫） 2012

### H・G・ウェルズ
- 『モロー博士の島』（H・G・ウェルズ、偕成社文庫） 1996
- 『タイムマシン』（H・G・ウェルズ、偕成社文庫 ） 1998
- 『透明人間』（H・G・ウェルズ、偕成社文庫） 2003
- 『宇宙戦争』（H・G・ウェルズ、偕成社文庫） 2005

### ニコラス・スパークス
- 『きみに読む物語』（ニコラス・スパークス、新潮社） 1997、のちソフトバンク文庫
『もうひとつの愛の奇跡 きみに読む物語』（アーティストハウスパブリッシャーズ） 2005
- 『きみを想う夜空に』（ニコラス・スパークス、エクスナレッジ） 2007
- 『最後の初恋』（ニコラス・スパークス、ソフトバンククリエイティブ） 2008、のちソフトバンク文庫
- 『きみと選ぶ道』（ニコラス・スパークス、エクスナレッジ） 2009
- 『ラスト・ソング』（ニコラス・スパークス、アチーブメント出版） 2010
- 『親愛なるきみへ』（ニコラス・スパークス、ソフトバンク文庫） 2011
- 『一枚のめぐり逢い』（ニコラス・スパークス、ソフトバンク文庫） 2012
- 『星空のウェディング きみに読む物語』（ニコラス・スパークス、ソフトバンク文庫） 2012

### グレッグ・アイルズ
- 『神の狩人』（グレッグ・アイルズ、講談社文庫） 1998
- 『24時間』（グレッグ・アイルズ、講談社文庫） 2001
- 『沈黙のゲーム』（グレッグ・アイルズ、講談社文庫） 2003
- 『戦慄の眠り』（グレッグ・アイルズ、講談社文庫） 2004
- 『魔力の女』（グレッグ・アイルズ、講談社文庫） 2005
- 『神の足跡』（グレッグ・アイルズ、講談社文庫） 2006
- 『血の記憶』（グレッグ・アイルズ、講談社文庫） 2008
- 『天使は振り返る』（グレッグ・アイルズ、講談社文庫） 2010